# Tipula (Triplicitipula) integra
Tipula (Triplicitipula) integra is een tweevleugelige uit de familie langpootmuggen (Tipulidae). De soort komt voor in het Nearctisch gebied.